# 東京朝鮮第三初級学校
東京朝鮮第三初級学校（とうきょうちょうせんだいさんしょきゅうがっこう、도꾜조선제3초급학교）は、学校法人東京朝鮮学園が運営する東京都板橋区にある朝鮮学校である。
日本の小学校に相当する教育を行っている各種学校（非一条校）である。

## 学科
- 初級部

## 生徒数
- 2015年5月時点で96人[1]

## 所在地
- 〒173-0033　東京都板橋区大山西町67-25-6